# Carroceta

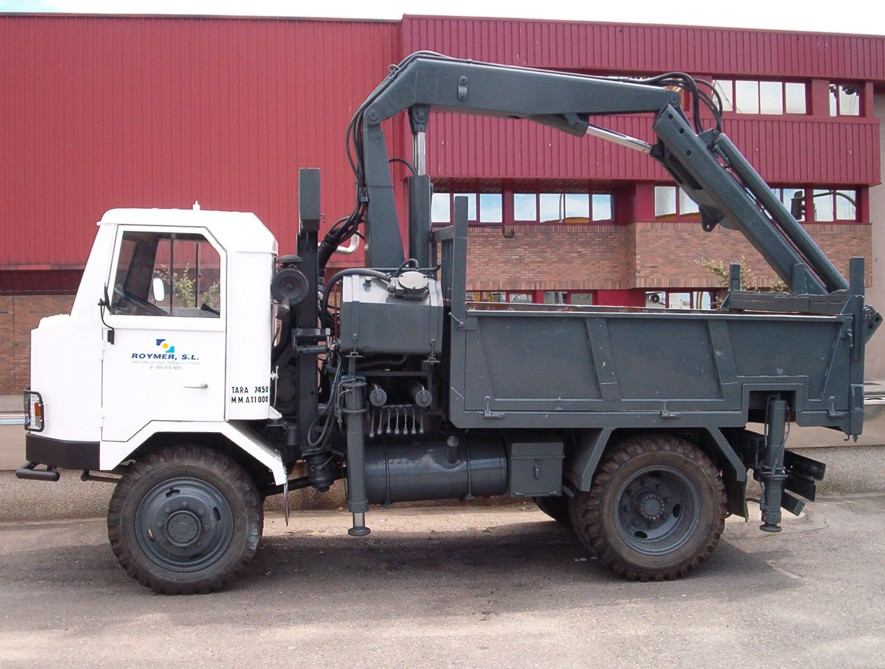
Carroceta IPV con grúa.

Carroceta es la denominación que se da a un pequeño camión todo terreno muy usado en toda la cornisa Cantábrica sobre todo para trabajos madereros y mineros, y en otras partes de España para extinción de incendios, recogida de R.S.U. y tendidos eléctricos.
En España se fabrican en Galicia bajo dos marcas principales: IPV y URO Vehículos Especiales, S.A.

## Origen
Su origen son los vehículos de la marca OM desarrollados en Italia, para uso militar y enviados a la guerra de Etiopía. Las carrocetas OM, montaban un motor de gasolina de 23 cv de tracción permanente 4x4. Los ejes delantero y trasero eran diretrices y los neumáticos macizos. La cabina tenía capacidad para dos personas protegidas por un toldo de lona y contaba con una caja de madera para el transporte de tropas y material bélico.

## Morfología
Las carrocetas son vehículos muy singulares dependiendo del trabajo para el que sean fabricadas, constan de una cabina de acero extremadamente resistente a los golpes sin ninguna concesión a la comodidad o la estética, y un chasis sobre el que se pueden adaptar infinidad de elementos como grúas pluma, bañeras, cabestrantes, motobombas, compresores y un largo etc. Se impulsan por motores diésel desde 68CV de las primeras hasta 270CV de los últimos modelos. Hasta los años 90 no se incluían elementos de confort como la calefacción (aunque con el motor en el centro de la cabina y prácticamente sin aislante no era muy necesaria) o el aire acondicionado.

## Expansión
Su uso en España es posterior a la guerra civil española, cuando Mafsa, compañía matriz de IPV, reparaba antiguos camiones todo terreno procedentes de Italia y usados en la Guerra Civil.
Mafsa acoplaba motores diésel Barreiros o Perkins y transformaba los camiones para su uso principalmente maderero. 
En los años 1970 y 1980 era muy frecuente ver vehículos de este tipo en Galicia, Asturias y Cantabria dedicados sobre todo a la industria maderera.
Posteriormente se construyeron variantes para instalaciones de tendidos eléctricos, extinción de incendios, construcción, minería, e incluso una variante bimodal con ruedas de ferrocarril para la instalación de catenarias.
Actualmente siguen usándose nuevos modelos de IPV y URO, aunque también pueden verse algunos de aquellos primeros trabajando a pleno rendimiento, cosa realmente excepcional teniendo en cuenta el estado de alguna de ellas. También se "exportaron" al resto de España en gran medida para la extinción de incendios forestales, recogida de residuos sólidos urbanos e instalaciones de tendidos de alta tensión en medios forestales, aunque en los últimos años han sido sustituidas por otro tipo de vehículos más económicos, como los autocargadores o los vehículos todoterreno ligeros.

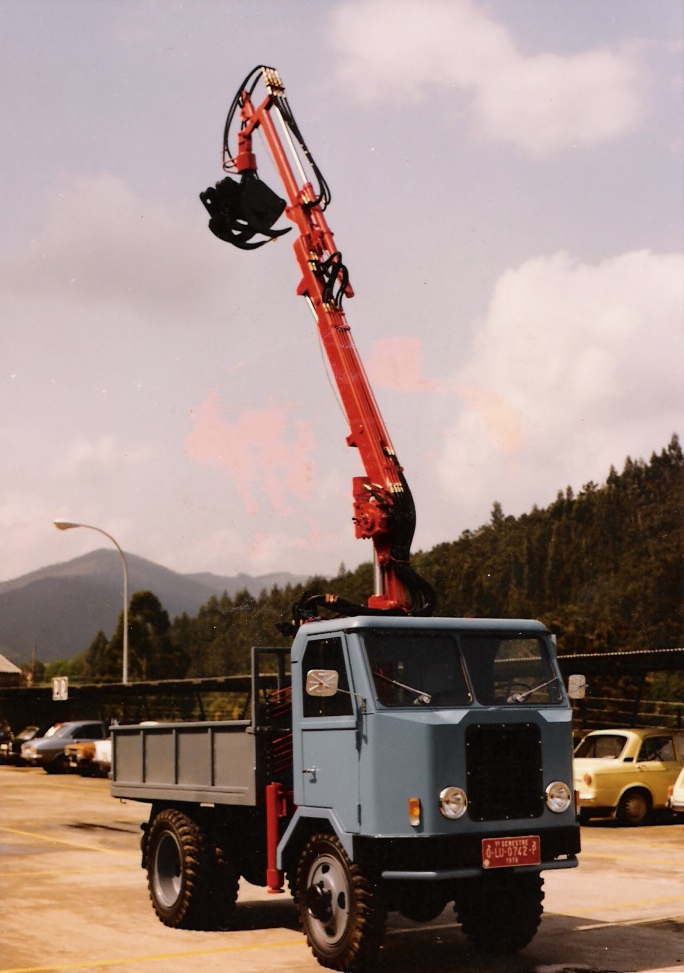
Carroceta IPV para uso maderero.

## Uso maderero
Un alto porcentaje de las carrocetas fabricadas se dedicaban a la industria maderera. Estaban equipadas con cabrestantes mecánicos delantero y trasero y una grúa pluma con pinza para troncos que se manejaba desde un asiento situado en lo alto de la cabina. Su trabajo consistía básicamente en recoger los troncos en el monte previamente cortados y trasdalarlos hasta el pie de una carretera donde pudiera acceder un camión de grandes dimensiones para depositar allí los troncos. Debido a la alta probabilidad de vuelco de estos vehículos al circular por pistas de montaña, cargados de troncos, y con una anchura de rodaje muy baja, era imperativo desmontar la puerta del conductor al llegar al puesto de trabajo para tirarse de ella por el monte abajo.